# Heinrich-Heine-Gymnasium (Köln)
Das Heinrich-Heine-Gymnasium (kurz: HHG) ist ein Städtisches Gymnasium in Köln-Ostheim.

## Geschichte
Das heutige „Heinrich-Heine-Gymnasium“ wurde 1974 als „Gymnasium Köln-Ostheim“ in der Brücker Petersenstraße gegründet. Im Jahr 1987 wurde die Schule zu Ehren des Dichters und Schriftstellers Heinrich Heine in „Heinrich-Heine-Gymnasium“ umbenannt.
1980 zog das Gymnasium zusammen mit der örtlichen Hauptschule in das neuerrichtete Schulzentrum Köln-Ostheim in der Rösrather Straße.
Die Dreifachturnhalle des Schulzentrums, die auch Vereinen zur Verfügung steht, wurde 1981 fertiggestellt. Die Außensportanlagen des Schulzentrums folgten erst im Jahr 1988.
1985 zog auch die Albert-Schweitzer-Realschule mit den Klassen 5 bis 7 in den Gebäudekomplex des Schulzentrums.
Im Jahr 1986 wurde ein 2500 m² großer ökologischer Schulgarten eingeweiht. Dieser wurde 2017 eingeebnet und neben einem Beachvolleyplatz, auf einer kleineren Fläche im Rahmen der Projektwoche ein neuer Schulgarten eingerichtet.
2007 zog die Kurt-Tucholsky-Hauptschule vom Schulzentrum Ostheim in ein Schulgebäude am Helene-Weber-Platz in Köln-Neubrück.
Seit 2010 ist das Heinrich-Heine-Gymnasium als eine der ersten Schulen in Köln eine gebundene Ganztagsschule. Da diese Schulform auch ein Mittagessen beinhaltet, wurde im gleichen Jahr die Planung eines Mensa-Gebäudes beauftragt, das 2014 fertiggestellt wurde.

### Schulleiter
| Amtszeit  | Schulleiter            |
| --------- | ---------------------- |
| 1974–1984 | Herr Dr. Kottmann      |
| 1984–1986 | Herr Esser             |
| 1986–2001 | Bernd Obermayr         |
| 2001–2011 | Georg Meisenberg       |
| 2011–2018 | Martin Luhnen          |
| 2018–     | Marcus von Grabczewski |

Quelle:

## Kooperationen
Es bestehen langjährige Kooperationen mit verschiedenen Institutionen: der Kindernothilfe (seit 1972), dem Klinikum Merheim (seit 2012), dem Volksbund Deutsche Kriegsgräberfürsorge (seit 2018) und dem Geographischen Institut der Universität zu Köln und der Firma MobiLab (beides seit 2019).
Seit 2015 ist das HHG Teil des „Netzwerks Schule ohne Rassismus – Schule mit Courage“ und führt jährlich Projektwochen gegen Diskriminierung durch.
Im Bereich Sport bestehen Kooperationen dem Deutschen Fußball-Bund, der Deutschen Sporthochschule Köln, der Tanzschule Osetrov, dem FC Viktoria Köln, dem TuS Köln rrh. 1874, dem Tennisclub Königsforst Grün-Weiß, DJK Köln-Ost und dem MTV Köln 1850. Mit dem Schuljahr 20/21 wird das HHG offiziell als FVM-Kooperationsschule ausgezeichnet.
1999 fand ein Spendenlauf statt, dessen Einnahmen zu einem großen Teil der Kosovo-Hilfe des Johanniterordens gespendet wurden.
Im Sommer 2023 fand ebenfalls ein Spendenlauf statt.

## Heinrich-Heine-Kulturforum
Das Heinrich-Heine-Kulturforum wurde 1995 als eine kulturelle Initiative in Zusammenarbeit mit Eltern und (ehemaligen) Schülern gegründet und organisiert Veranstaltungen wie Konzerte, Kabarettprogramm, Theater- und Musical-Aufführungen im Pädagogischen Zentrum des Schulzentrums Ostheim.